# Streptococcus tigurinus
Streptococcus tigurinus är en relativt ny medlem av släktet streptokocker som först upptäcktes 2012 av schweiziska forskare.

## Systematik
Streptococcus tigrinus är en medlem av den grampositiva bakteriefamiljen Streptococcaceae och kan identifieras genom 16S-RNA-genanalys. S. tigurinus var till en början svår att studera på grund av dess likhet med andra bakterier och fick den att förbli obemärkt. Den är strukturellt nära besläktad med Streptococcus mitis, Streptococcus pneumoniae, Streptococcus pseudopneumoniae, Streptococcus oralis och Streptococcus intermedius.

## Patogenes
Streptococcus tigurinus är normalt sett inte en del av den mänskliga bakteriefloran och det är för närvarande okänt var dess naturliga livsmiljö är eller dess potential för kolonisering. Den är kapabel att orsaka allvarliga infektioner om den lyckas ta sig in i kroppens blodomlopp, vanligtvis genom öppna sår i munnen. Exempel på infektioner där man har hittat S. tigurinus som orsakande bakterie är endokardit, meningit, empyem, bakteriemi och spondylodiskit.

## Behandling
Eftersom S. tigurinus är relativt sällsynt, forskar forskare fortfarande om vad det mest effektiva sättet är att bekämpa bakterien, med vissa stammar som visar resistens mot antibiotika som tetracyklin och en ökad resistens mot fagocytos av makrofager.